# 十日市秀悦のサタデー横丁
十日市秀悦のサタデー横丁（とうかいちしゅうえつのサタデーよこちょう）は、2012年10月6日から青森放送（RABラジオ）で毎週土曜13:00 - 16:00に放送されているラジオ番組。メインパーソナリティーを務める十日市秀悦の冠番組。

## 概要
『成田洋明とサタデー夢ラジオ』の後番組であり、当番組の午後枠を担っている。
本番組に内包されるニュースは、オープニング直後の13:05頃と15:00は東奥日報ニュースだが、14:00はRABニュースとなる。
2013年3月23日の放送は、青森放送主催の「RAB健康と食フェア」の併催行事として、アスパムからの公開生放送となった。
例年秋には12時から14時までの時間帯にて特別番組『RABラ・テ』が放送される場合があり、当日は14時から16時まで2時間での短縮放送となる。
2022年7月16日の放送では放送回数が400回を突破したことを記念し、十日市がリポーターのKANTAと共に八戸市内の様々な場所を訪れるという特別企画を実施。
2022年8月20日と8月27日の放送では十日市が欠席したことに伴い、張間がメインパーソナリティを代行し、伊東が特別にアシスタントを担当。後半からは、リポーターの成田もスタジオに入り、トークに加わった。

## 出演者

### 現在

#### メインパーソナリティ
- 十日市秀悦（タレント、2012年10月6日 - ）
  - 十日市は、当番組が在青ラジオ局では初の定期レギュラー番組[2]かつ冠番組となった。
  - 2020年から2022年までは新型コロナウイルス感染拡大防止のため、回によっては青森放送八戸支社のスタジオからリモートで出演するケースがあった。

#### アシスタント
- 張間陽子（ハリ子）（2013年4月6日 - 2016年3月26日、2018年4月7日より番組復帰）[3]

#### ラジオカーリポーター
- 成田洋明（青森・弘前地区担当、2012年10月6日 - ）[4]
- KANTA（八戸地区担当、2022年4月2日 - ）

#### その他
- 伊東幸子（RABアナウンサー、ニュースと15時台のJRA中央競馬中継のインフォメーションを担当）
  - 2022年8月20日と8月27日の放送では、特別にアシスタントを担当。

### 過去

#### アシスタント
- 楠美翔子（2012年10月6日 - 2013年3月30日）[5]
- 吉﨑ちひろ（2016年4月2日 -2018年3月31日）

#### ラジオカーリポーター
- 奈良岡香織（弘前地区担当、2012年10月6日 - 2022年3月26日）[6]
- 中島美華（八戸地区担当、2012年10月6日 - 2022年3月26日）[6]

## スタッフ
- ディレクター - 山本鷹賀春
- ミキサー - 葛西保（2017年4月1日 - ）

### 過去
- アシスタントディレクター - 佐々木淳一（通称：ADじゅんいち）
- ミキサー - 皆川歩（2012年10月6日 - 2017年3月25日）

## タイムテーブル
- 13:00 - オープニング
- 13:05 - 東奥日報ニュース
- 13:10 - これってどうよ!えふりとーく
  - 十日市とアシスタントが、その日のテーマに沿った雑談を行う。
- 13:30 - きょうも寄り道!まっしぐら!
  - ラジオカーリポーター2名[7]と中継を繋ぎ、様々な場所からリポートを行ったり、十日市やアシスタントとテーマに沿った雑談を行う。
  - 回によってはリポーターが各地域の企業や店舗に訪問し、企業の代表者にインタビューを行うケースもある。
- 14:00 - RABニュース
- 14:05 - 昼下がりの…名画座
  - 十日市とアシスタントがある歌謡曲をテーマに、コント寄りのアドリブ即興ドラマを披露する。
- 14:20 - 横丁クイズ!マイクでポン!
  - ラジオカーリポーターの代表者1名（週替わり）が、様々な物や音に関する3択のクイズを出題する。クイズに用いる道具は、各リポーターの私物であるケースが多い。
  - クイズの内容は非常に簡単で、不正解の選択肢は捩りやダジャレ系が多い。さらに、2回目以降の選択肢の読み上げ時は正解の選択肢を読み上げた後に、十日市がウミネコの鳴き真似で合図を出すのが定番となっている。
- 14:30 - 今週も、えふりこきすと
  - 十日市とアシスタントが、視聴者から寄せられた様々な面白いエピソードを紹介する。
  - 毎月、月末の放送では『月間賞』として、十日市とアシスタントが最も気に入ったエピソードを送った視聴者にプレゼントが与えられる。
- 15:00 - 東奥日報ニュース
- 15:05 - りんご生産情報（夏季から秋季のみ）
- 15:07 - 夕焼け横丁の人びとオルタナティブ
- 15:35 - JRA中央競馬中継※
- 15:45 - JRA中央競馬中継※（3場開催時には15:25からもメインレースを伝える・冬期開催中は時間が繰り上がる）

※印の番組は、内包された番組。競馬はラジオNIKKEIの実況。
- 15:55 - エンディング